# Adventistas Progressistas
Os Adventistas Progressistas são membros da Igreja Adventista do Sétimo Dia que não concordam com certas crenças ou tradições acalentadas pela maioria da denominação. Eles se auto intitulam teologicamente progressivos em relação aos mais tradicionalistas e colocam sua ênfase no evangelho. São freqüentemente descritos como adventistas liberais pelos outros membros da igreja. No entanto, o termo "progressista" é geralmente usado como uma auto-descrição. Isto porque a maioria não são cristãos liberais (embora uma pequena porção de fato seja). Este artigo descreve termos como adventismo evangélico, adventismo cultural, adventismo carismático e adventismo progressivo dentre outros. Esses termos geralmente estão relacionados, mas possuem diferenças.

## Características
Os progressistas geralmente questionam uma ou mais crença distinta da igreja, como o juízo investigativo, o remanescente, a lei dominical ou a autoridade dos escritos de Ellen G. White. A origem dos Adventistas Progressistas foi consequência da interação com outros cristãos evangélicos. Esse contato foi provocado pela necessidade de aprovar as Instituições Educacionais Adventistas perante o governo. No entanto, os adventistas progressistas são um movimento emergente com uma definição ainda emergente. Seus defensores resistem à elaboração de qualquer declaração formal de um credo. No geral, existem entre os progressistas percepções e definições que podem variar um pouco, dependendo do autor, mas muita coisa em comum é claramente percebida.
O movimento emergiu da interação com os cristãos evangélicos na década de 1950. O resultado desse contato foi a publicação do livro Questões sobre Doutrinas. Este período marcou uma mudança na percepção do mundo cristão com relação aos adventistas. A partir daí, a igreja que era vista como uma seita passou a ser visualizada como uma denominação cristã legítima. No entanto, correntes evangélicas são evidentes em toda História Adventista. O rótulo "adventista progressista" foi criado em meados dos anos 1960 pelo autor da revista Spectrum.
Madelynn Jones-Haldeman escreveu em 2001,
"É apenas dentro das últimas décadas que a Adventist Review editorialmente reconheceu que existe dentro da Igreja Adventista do Sétimo Dia, pelo menos na América do Norte, membros, igrejas, faculdades, e associações liberais. Dependendo do autor e da sua agenda, os liberais adventistas são comparados e/ou contrastados com os adventistas conservadores, adventistas históricos, adventistas crentes na Bíblia (ou em Ellen White),Os adventistas tradicionalistas,adventistas evangélicos, adventistas culturais, e adventistas ecumênicos." 
Muitos estudiosos da igreja são progressistas. Os adventistas progressistas têm fortes ligações com o ensino superior da denominação. Em uma pesquisa de 1980 com teólogos adventistas contatou que 45% descreveram suas crenças como "liberal" quando comparado com outros membros da igreja.  40% se disse "de acordo com a maioria dos adventistas" e 11% se intitularam "conservadores", enquanto 4% não responderam à pergunta. Numerosas revistas e associações também apoiam o movimento. A maioria das gerações mais jovens é progressista. Como a igreja varia de acordo com a demografia do local, cultura, etnia, faixa etária e outros fatores, o adventismo progressista tem uma presença mais forte em alguns locais (como o Costa Oeste do Estados Unidos) do que em outros.
A nova geração de jovens adventistas é geralmente reconhecida como pensando de forma diferente da anterior.

## Crenças e Práticas
Os adventistas progressistas concordam com muitas crenças da denominação, enquanto em alguns outros pontos existem opiniões divergentes.  Eles são muito resistentes à elaboração de qualquer declaração formal de suas crenças. Em contraste, os adventistas mais conservadores e, talvez, o adventistas históricos, não elaboraram uma demonstração de suas crenças, mas seu modo de crer é bastante semelhante.
Os progressistas acreditam que os diferentes tipos de adventistas (históricos, liberais, conservadores) devem ser acolhidas como parte da comunidade. Um exemplo é o livro de Alden Thompson publicado em 2009: Beyond Common Ground: Why Liberals and Conservatives Need Each Other.
Dito isto, o fator comum partilhado por todos os adventistas progressistas é um certo grau de desconforto com alguns dos oficiais da igreja ou com algumas posições doutrinárias tradicionais.
Ron Corson identifica quatro áreas comuns de crença progressiva:
- Juízo investigativo, uma visão diferente do juízo investigativo ou uma negação de sua base bíblica;
- Remanescente, a  inclusão de outros cristãos como povo remanescente;
- Ellen White, uma visão menos rígida da inspiração de Ellen White, reconhecendo sua falibilidade. Outros negam seu dom profético;
- Sábado, mantém a ênfase sobre os benefícios do Sábado, mas negam que seja o selo de Deus ou que o domingo vai se tornar a marca da besta.

Madelynn Jones-Haldeman define os seis principais pontos da crença progressista:
- Necessidade sentida produz doutrina;
- A verdade presente deve ser reciclada;
- Interpretações pluralistas são corretas;
- Aspecto exterior é irrelevante para o cristianismo;
- A Bíblia merece um estudo sério;
- Novas questões não são abordadas pela Bíblia.

Também podem ser citados os seguintes pontos:
- Verdade Presente. Os adventistas Progressistas apreciam os pioneiros da igreja, em particular o conceito de "verdade presente", ao invés de crenças rígidas. Eles acreditam que a igreja não deve ser limitada pelo ensino dos fundadores. A verdade presente refere-se a uma busca permanente da verdade e a uma atitude de humildade admitindo que a teologia adventista não é perfeita.
- Criacionismo da Terra Jovem. Outros ensinamentos tradicionais também são contestados, como o Criacionismo da Terra jovem. Em uma pesquisa feita pela Divisão Norte Americana em 1994 com professores de ciência revelaram que 43% dos entrevistados afirmaram que "Deus criou os organismos vivos durante seis dias nos último 10 mil anos." O livro Understanding Genesis: Contemporary Adventist Perspectives, editado por Brian Bull, Fritz Guy e Ervin Taylor, contesta a crença tradicional. De qualquer maneira, outros adventistas progressistas acreditam em uma visão mais tradicional. Clifford Goldstein argumenta que a teoria da evolução e o adventismo são incompatíveis, enquanto Ervin Taylor discorda.
- Bíblia. A mesma pesquisa mostrou concordância sobre a natureza da Bíblia, com 92,6% afirmando que "a Bíblia é a Palavra de Deus com pespectivas e formas de pensamento humano". A maioria acredita numa forma mais moderada de inspiração da Bíblia. Apenas uma minoria afirmou que "a Bíblia é a palavra real de Deus, deve ser tomado literalmente, palavra por palavra" ou que "a Bíblia é o livro antigo dos mitos, que contém história e preceitos morais". Alden Thompson defende uma utilização reduzida do método histórico-crítico.
- Estrutura da Igreja. Os adventistas progressistas acreditam que a atual estrutura organizacional da Igreja tem muitos níveis de liderança e, possivelmente, muito controle hierárquico. (Muitos adventistas, como George Knight, defendem uma mudança nessa área.)
- Relato dos acontecimentos. Os adventistas progressistas acreditam no relato sincero de notícias e informações sobre a igreja.  Eles crêem em uma discussão aberta com uma imprensa livre (esta opinião é também partilhada por muitos adventistas mais convencionais, como o ex-editores do Australian Record James Coffin [13] e Manners Bruce. Coffin também estava na pessoal da Adventist Review).
- Música. Os adventistas progressistas são tipicamente abertos a uma variedade de estilos de música e de adoração na igreja, incluindo a música cristã contemporânea.
- Cinema. A revista Spectrum, por exemplo, revê regularmente filmes. William G. Johnsson partilhou a sua preocupação pelo fato de "a grande maioria da nossa juventude, e um número crescente de membros mais velhos, incluindo pastores, rejeitam o padrão da igreja de não ir ao cinema. Para mim, este é um assunto sério. Muitos adventistas fazem menos exames na escolha de um filme do que os cristãos evangélicos. Eu temo que grande número do nosso povo está sendo seduzido pela mídia onipresente. Ao invés da Bíblia, filmes, televisão e música estão moldando seus valores e suas atitudes . Eles estão ficando conformados com este mundo, ao invés de viver como nova criatura em Cristo transformada pela Sua graça".